# توماس جيمس
توماس جيمس (بالإنجليزية: Thomas James)‏ هو مناهض العبودية ‏ وكاتب ووزير أمريكي، ولد في 1804، وتوفي في 1891.